# Pierre de Gondi (évêque de Paris)
Pour les articles homonymes, voir Pierre de Gondi, duc de Retz (1602-1676).
Pour les autres membres de la famille, voir Famille de Gondi.
Pierre de Gondi (également écrit Gondy), né en 1533 à Lyon et mort le 17 février 1616 à Paris, dit le « cardinal de Retz », est un ecclésiastique français.

## Biographie
Pierre de Gondi est né à Lyon en 1533, d'Antonio « Guidobaldo » Gondi, seigneur du Perron, banquier à Lyon, et de Marie-Catherine de Pierrevive. Il est le frère d'Albert de Gondi (1522-1602), « maréchal-duc de Retz ».
Nommé évêque-duc de Langres et pair de France en 1566, il reçut ses bulles le 19 mai 1566 et fut consacré le 19 mai suivant par le cardinal « Prospero Publicola de Santa Croce », assisté de Girolamo Garimberti (Galimbertu) (évêque titulaire de Gallese (it)) et Vincenzo Lauro (évêque de Mondovì (it)).
Protégé par Catherine de Médicis, il devient successivement :
- évêque de Paris (nommé le 8 mai 1568, il reçut ses bulles le 14 décembre 1569). Il démissionna en 1598 en faveur de son neveu Henri de Gondi[2].
- chancelier et grand aumônier d'Élisabeth d'Autriche (femme de Charles IX),
- cardinal (1587) au titre cardinalice de San Silvestro in Capite.

Il remplit diverses missions à Rome sous Henri III et Henri IV.
Abbé de l'Abbaye Notre-Dame de la Chaume de Machecoul de 1596 à 1606.
Le cardinal de Retz assiste, avec François d'Escoubleau de Sourdis, le cardinal de Joyeuse au couronnement de Marie de Médicis à Saint-Denis, le 13 mai 1610.

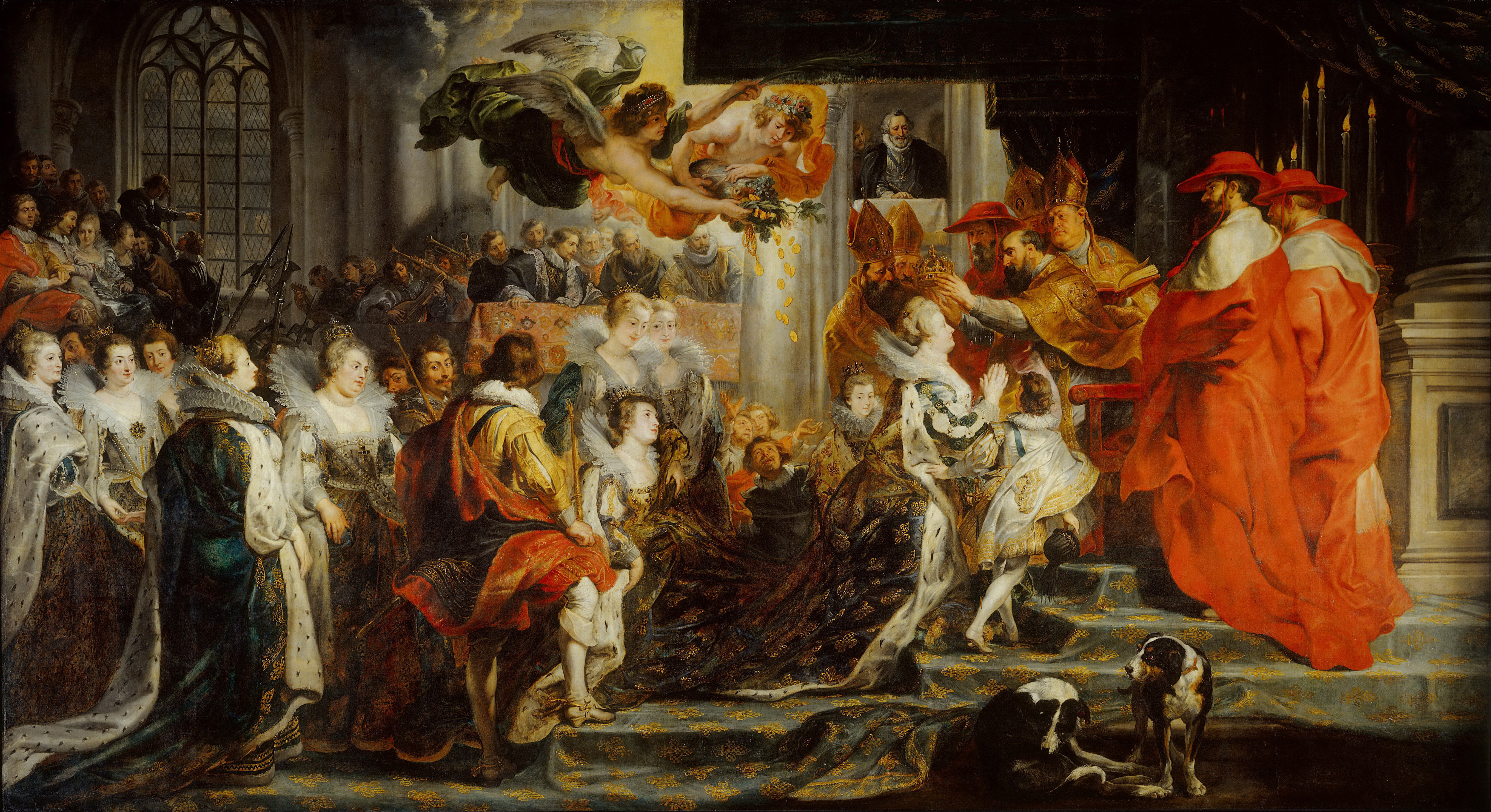
Couronnement de Marie de Médicis le 13 mai 1610[3], Peter Paul Rubens (1577–1640), vers 1622-1625, Musée du Louvre.
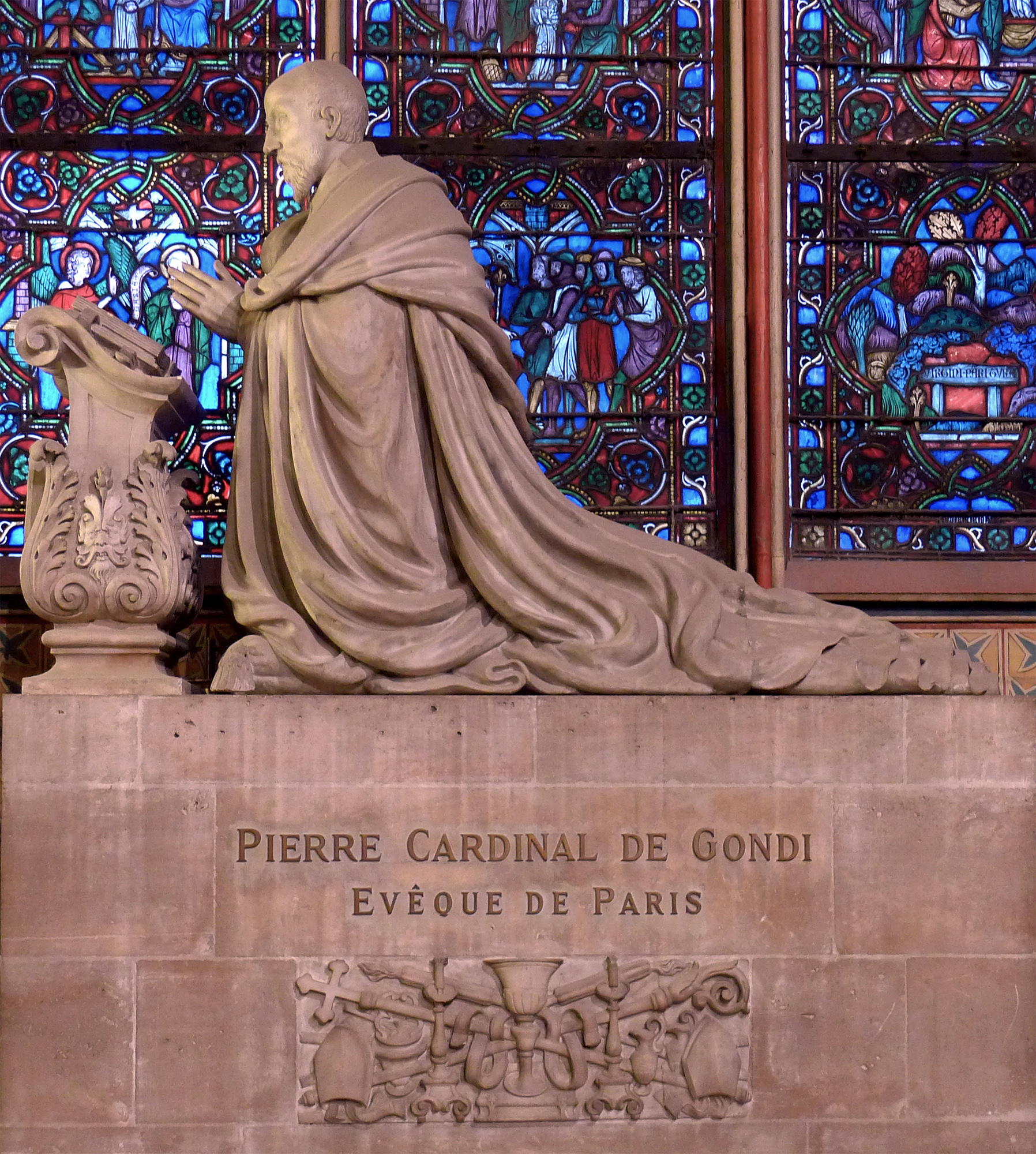
Orant de Pierre de Gondi dans la cathédrale Notre-Dame-de-Paris.

Il meurt le 17 février 1616 à Paris.

## Armoiries
Le cardinal portait d'or, à deux masses d'armes de sable, passées en sautoir et liées de gueules.

## Lignée épiscopale
1. S.É. Pierre de Gondi (1566)
2. S.É. Prosper de Sainte-Croix ;

Le cardinal de Retz fut le principal consécrateur de
- Claude d'Angennes de Rambouillet, évêque de Noyon (1579) ;
- Henri de Gondi, son neveu, évêque de Paris (1598), depuis cardinal de Retz ;
- Jean du Bec-Crespin, évêque de Saint-Malo (1599) ;
- Léonard de Trappes, O.F.M. Cap., archevêque d'Auch (1600) ;